# David Ayer
David Ayer, född 18 januari 1968 i Champaign i Illinois (uppvuxen i Bloomington i Minnesota samt i Bethesda i Maryland), är en amerikansk filmskapare. Han är känd för sina kriminalfilmer som för det mesta utspelar sig i området kring Los Angeles, och som involverar kriminella gäng och poliskorruption. Han har skrivit manus till filmer som Training Day (2001), The Fast and the Furious (2001) och S.W.A.T. (2003), samt regisserat filmer som Harsh Times (2005), Street Kings (2008), End of Watch (2012), Sabotage (2014) och The Beekeeper (2024). År 2016 regisserade han superhjältefilmen Suicide Squad (tillhörande DC Extended Universe), följt av Netflixfilmen Bright år 2017. Han har samarbetat med skådespelaren Shia LaBeouf i Fury (2014) och The Tax Collector (2020). Han har också haft ett samarbete med Cle Shaheed Sloan, som har medverkat i fyra av hans regisserade filmer.

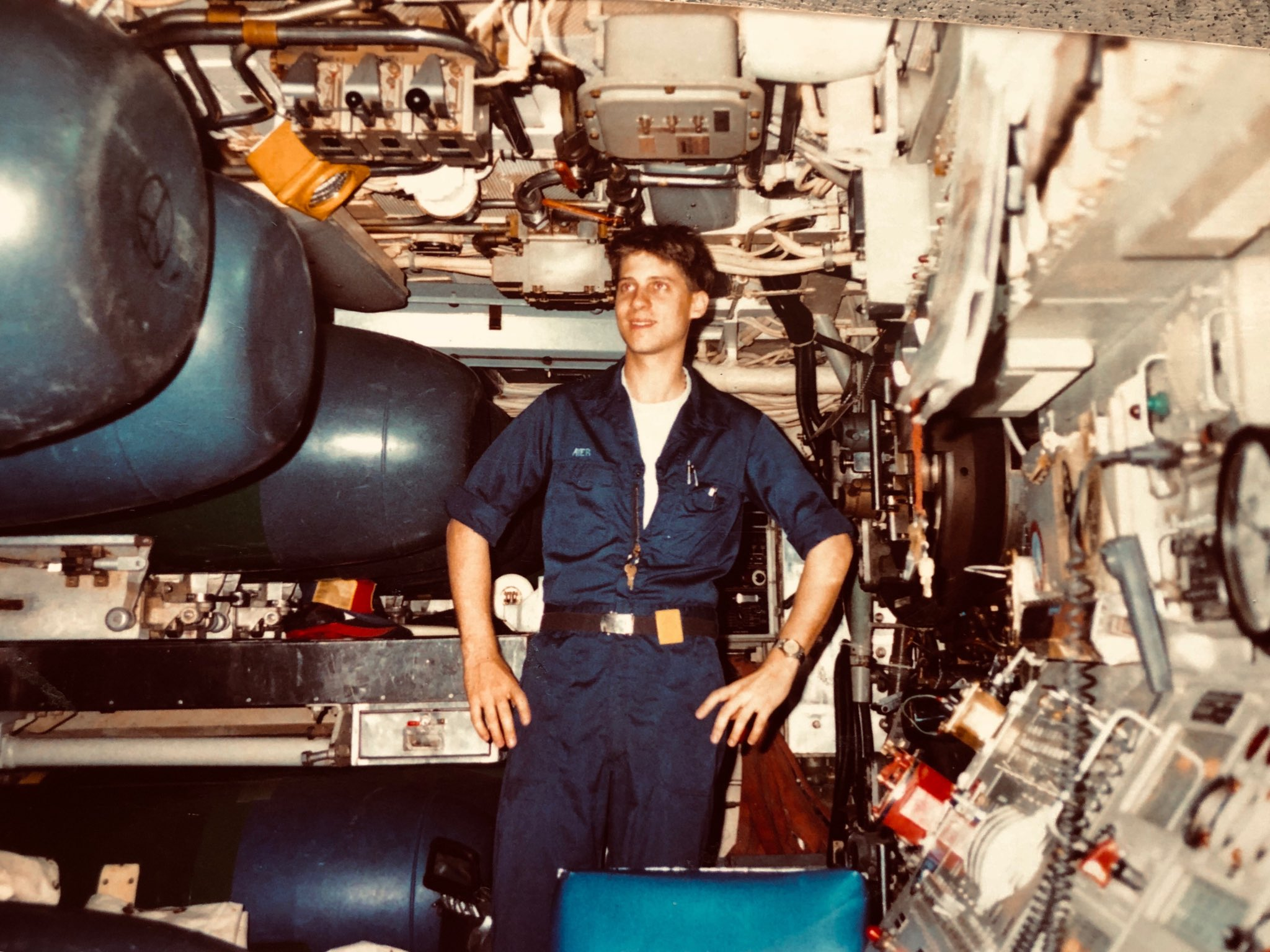
David Ayer som ubåtsman i den amerikanska flottan på 1980-talet.

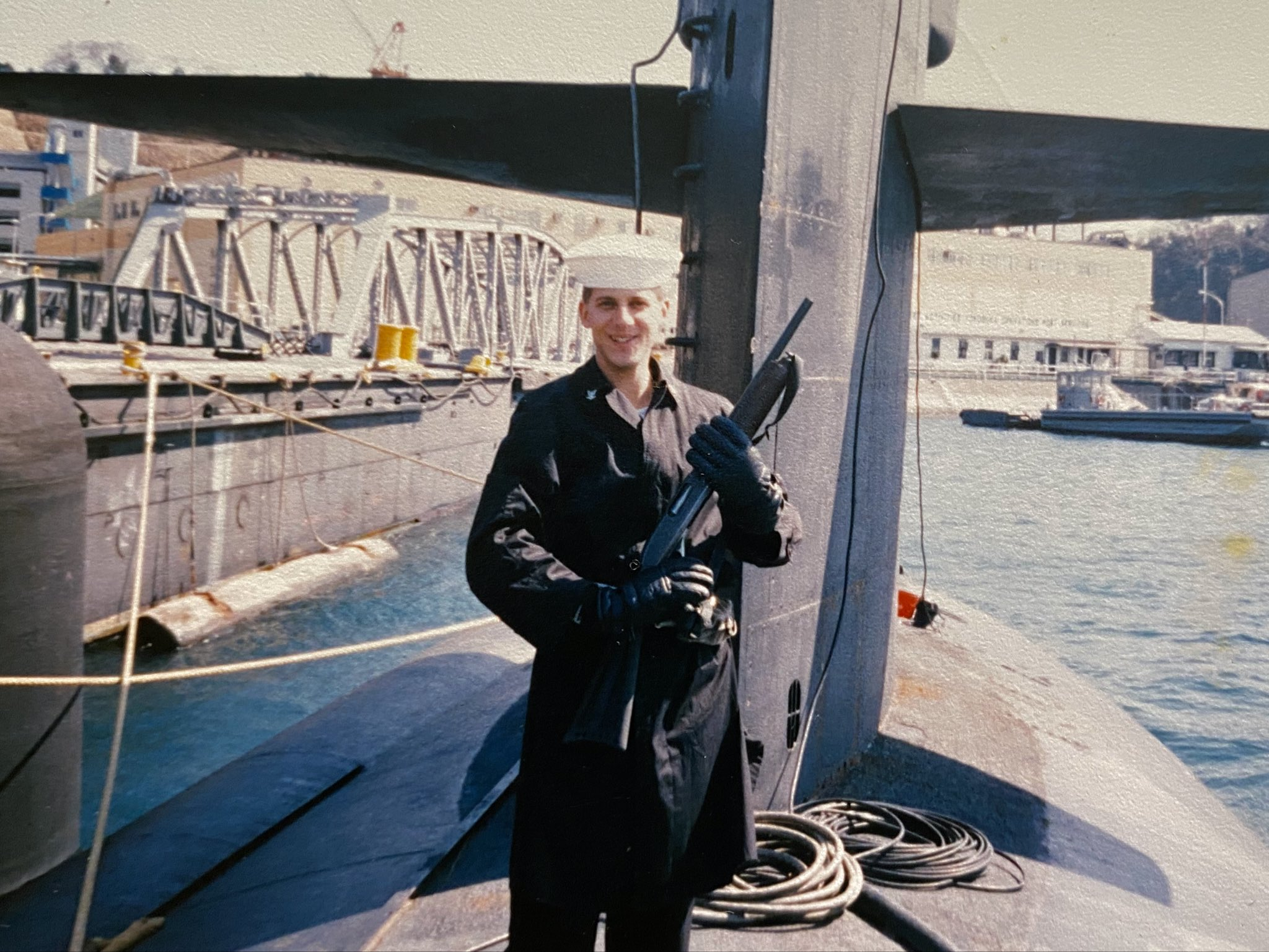
David Ayer som ubåtsman i den amerikanska flottan på 1980-talet.

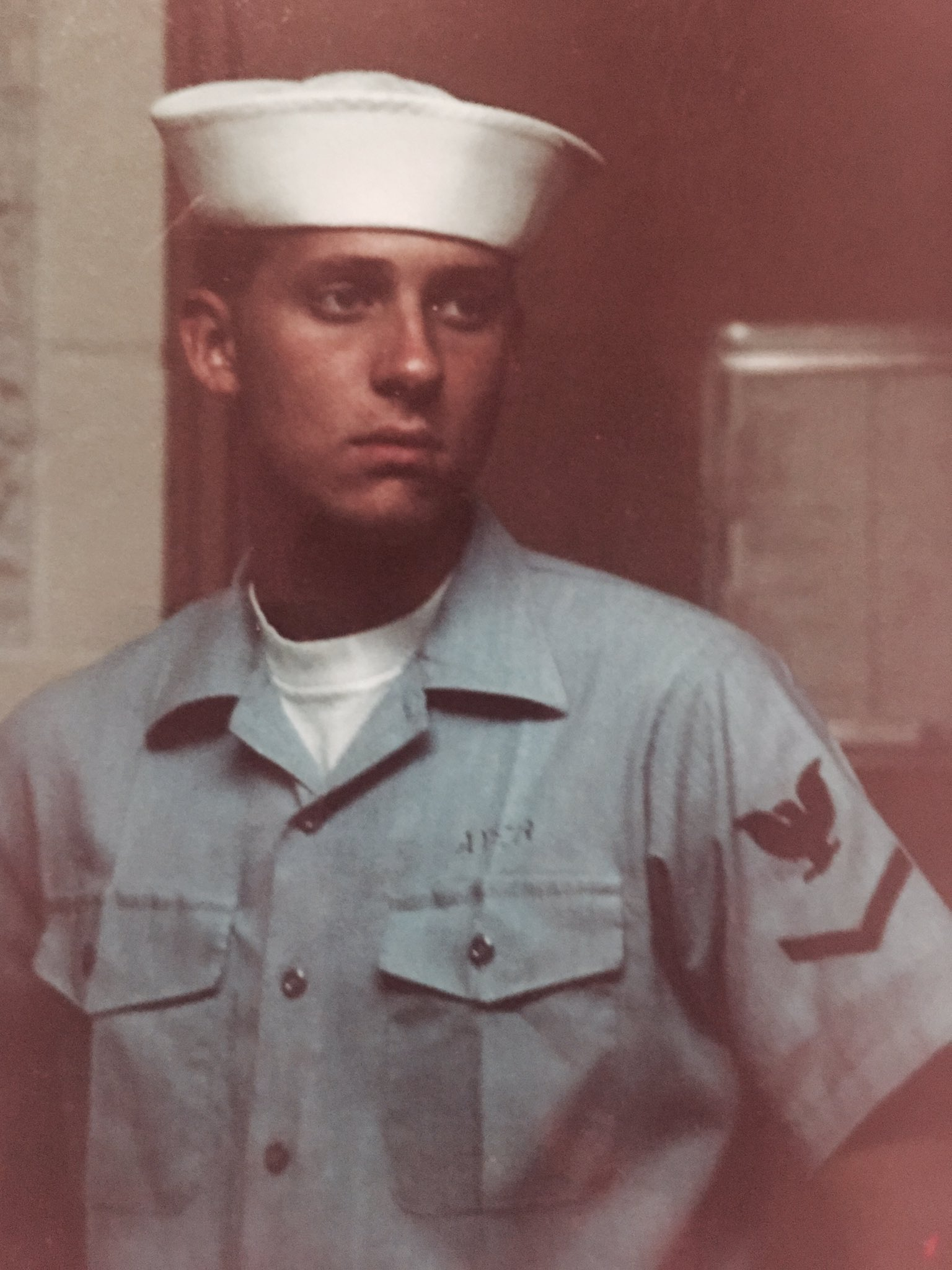
David Ayer som ubåtsman i den amerikanska flottan på 1980-talet.

David Ayer blev som tonåring utslängd av sina föräldrar från sitt hem i Bethesda. Han bodde därefter tillsammans med sin kusin i Los Angeles, där hans upplevelser i South Central Los Angeles har blivit inspiration till många av hans filmer. Efter att ha hoppat av high school och jobbat som husmålare, gick han med i den amerikanska flottan som sonartekniker på ubåtar. Hans morfar/farfar var i den amerikanska flottan på 1950-talet.

## Filmografi

### Film
| 2000 | U-571                    | Nej | Ja  | Nej          |
| 2001 | Training Day             | Nej | Ja  | Medproducent |
| 2001 | The Fast and the Furious | Nej | Ja  | Nej          |
| 2002 | Dark Blue                | Nej | Ja  | Nej          |
| 2003 | S.W.A.T.                 | Nej | Ja  | Nej          |
| 2005 | Harsh Times              | Ja  | Ja  | Ja           |
| 2008 | Street Kings             | Ja  | Nej | Ja           |
| 2012 | End of Watch             | Ja  | Ja  | Ja           |
| 2014 | Sabotage                 | Ja  | Ja  | Ja           |
| 2014 | Fury                     | Ja  | Ja  | Ja           |
| 2016 | Suicide Squad            | Ja  | Ja  | Nej          |
| 2017 | Bright                   | Ja  | Nej | Ja           |
| 2020 | The Tax Collector        | Ja  | Ja  | Ja           |
| 2024 | The Beekeeper            | Ja  | Nej | Ja           |
| 2025 | A Working Man            | Ja  | Nej | Ja           |

### TV
| 2020 | Deputy | Ja | Ja | Avsnitten "Graduation Day" och "10-8 Outlaws" |